# ザムトゲマインデ・ギーボルデハウゼン
ザムトゲマインデ・ギーボルデハウゼン (ドイツ語: Samtgemeinde Gieboldehausen) は、ドイツ連邦共和国ニーダーザクセン州ゲッティンゲン郡の10町村が集合したザムトゲマインデ（集合自治体）である。このザムトゲマインデの本部所在地は、ギーボルデハウゼンである。

## 参加自治体
1. ビルスハウゼン (2,236)
2. ボーデンゼー (787)
3. ギーボルデハウゼン (3,969)
4. クレーベック (1,026) レンスハウゼン地区を含む
5. オーベルンフェルト (942)
6. ルームシュプリンゲ (1,773) リュトゲンハウゼン地区を含む
7. ロルスハウゼン (921) ゲルマースハウゼン地区を含む
8. リューダースハウゼン (827)
9. ヴォルブランツハウゼン (653)
10. ヴォラースハウゼン (465)

数値は2023年12月31日現在の人口である。

## 引用
1. 1 2  Landesamt für Statistik Niedersachsen, LSN-Online Regionaldatenbank, Tabelle A100001G: Fortschreibung des Bevölkerungsstandes, Stand 31. Dezember 2023